# Canevas de Wulff
Pour les articles homonymes, voir Wulff.

Canevas de Wulff

Le canevas de Wulff, ou abaque de Wulff (du nom du cristallographe russe George Wulff), est utilisé en tectonique, l'étude des déformations terrestres, pour projeter des déformations sur un plan. On passe alors de 3 à 2 dimensions :
- un plan (orienté dans l'espace 3D) devient une courbe (un arc de cercle) ;
- une ligne devient un point.

En cristallographie, l'abaque de Wulff est utilisé dans la projection stéréographique pour représenter les faces d'une forme cristalline ou pour réaliser des figures de pôles, par exemple.
Ce canevas est en fait une division d'un cercle en angles.

## Principe de travail
Le principe de la projection stéréographique planosphèrique considère que tous les éléments géométriques peuvent se projeter dans une demi-sphère moyennant leurs caractéristiques géométriques.
Ces modes de représentation permettent d’analyser les rapports d’orientation des structures dans l’espace en admettant que toute direction passe par le centre de la sphère. Cette représentation est donc indépendante de la position géographique des objets.
a- Outils de projection :
Les outils de cette projection sont les plans, les droites et un hémisphère supérieur ou inférieur. Les éléments à projeter sont définis par leurs caractéristiques géométriques propres.
b- Hémisphère de référence :
Inférieur ou supérieur, l’hémisphère est doté d’un plan horizontal appelé le plan fondamental et d’une orientation donnée.
L’intersection entre le plan fondamental et la demi-sphère est un cercle également appelé le cercle fondamental. Ce cercle est toujours horizontal.
Ce cercle est orienté selon les directions cardinales : Nord, Sud, Est et Ouest.
Des diamètres N-S et E-W peuvent également y être notés.
Le dispositif de projection est ainsi prêt à accueillir les éléments à projeter. 